# 道成寺
道成寺 （どうじょうじ）は、和歌山県日高郡日高川町鐘巻にある天台宗の寺院。山号は天音山。本尊は千手観音。新西国三十三箇所第5番札所。道成寺創建にまつわる「髪長姫伝説」（「宮子姫伝記」）や、能、歌舞伎、浄瑠璃の演目として名高い「安珍・清姫伝説」で知られる。この伝説は、平安時代中期に編纂された『大日本国法華験記』にすでに見える古い話である。
拝観の際には縁起堂で「安珍清姫」の絵巻物を見せながらの絵説き説法が行われる。

## 歴史
寺伝によると、大宝元年（701年）に文武天皇の勅願を受け、義淵僧正を開山として紀大臣道成によって建立されたという。別の伝承では文武天皇の夫人で聖武天皇の母にあたる藤原宮子の願いによって文武天皇が創建したともいう（後述。この伝承では宮子は紀伊国の海女であったとする考証もある）。これらの伝承をそのまま信じるわけにはいかないが、当寺境内の発掘調査の結果古代の伽藍跡が検出されており、出土した瓦の年代から8世紀初頭には寺院が存在したことは確実視されている。1985年（昭和60年）に着手した本堂解体修理の際に発見された千手観音像も奈良時代にさかのぼる作である。
延暦19年（800年）頃に中門や回廊が完成している。
当寺に残る仏像群は大半が平安時代初期から中期のもので、この頃は寺勢さかんであったと推定される。また、現存する本堂は正平12年（1357年）の竣工で、正平14年（1359年）には二代目の梵鐘が製作されている。
当寺はその後衰微し、天正13年（1585年）には羽柴秀吉による紀州征伐にあって本堂を残して諸堂が焼失し、二代目の梵鐘を奪われている。
天正16年（1588年）の文書によれば、当時は本堂と鎮守社が残るのみであったという。明暦元年（1655年）に紀州藩主徳川頼宣の援助で本堂の屋根葺き替え等の修理が行われ、仁王門、三重塔などの諸堂塔は近世を通じて徐々に整備されていった。
創建時は法相宗だったが後に真言宗となり、承応元年（1652年）に天台宗に改宗している。

## 創建時の伽藍
当寺の境内では1978年（昭和53年）以降、数次にわたって発掘調査が行われ、奈良時代の金堂、塔、中門、講堂、回廊の跡が検出された。中門の左右から伸びる回廊は敷地を長方形に囲み、講堂の左右に達していた。回廊で囲まれた伽藍中心部には、東に塔、西に金堂が位置していた。現存する仁王門、三重塔、本堂は、それぞれ奈良時代の中門、塔、講堂の跡に建てられている。なお、このような伽藍配置が整ったのは8世紀半ば頃のことで、創建当初（8世紀初頭）は、講堂の位置に寺の中心となる仏堂があり、塔、金堂等は後から整備されたものと推定されている。

## 伝承「宮子姫髪長譚」
当寺に伝わる伝承によれば、藤原宮子は九海士の里（現・和歌山県御坊市湯川町下富安）で生まれたとされており、当寺および周辺地域には道成寺開創縁起として『宮子姫髪長譚』（宮子姫物語、髪長姫伝説）が伝えられ町おこしにも利用されている。和歌山県御坊市、道成寺および『道成寺絵とき本』にて現在紹介されている伝承の大筋は下記のとおりである。
応神天皇の時代、9人の兵士に日高の浦が下賜された。9人は漁を生業としたため、周辺地域は「九海士（くあま）の里」とよばれるようになった。
九海士の里に住む夫婦である早鷹と海女の渚は、子宝に恵まれないことから氏神の八幡宮にお祈りしたところ女の子を授かった。そこで名前を八幡宮にちなんで「宮」と名づけた。ところが、成長しても宮には髪の毛が生えてこなかったため両親は悲嘆にくれていた。
ある年、九海士の里は不漁に見舞われる。その原因は海底から差す不思議な光であった。宮の母である渚は「娘に髪の毛が生えないのは前世の報い」と考え、里の人々を救おうと罪滅ぼしのために自ら海に飛び込んだ。
海中深く潜っていると光輝くものがあった。それは黄金色の小さな観音像であった。渚は持ち帰った観音像を大切に祀った。光の消えた海は大漁続きとなったため里人たちは渚のことを尊敬したが、彼女は謙虚に祈りを続けた。
ある夜、渚の夢に観音が現れる。夢の中で髪の生えない娘のことを訴えると、にわかに宮の髪が生えはじめた。年頃になると髪も伸び、宮は「髪長姫」と呼ばれるようになった。
ある日、宮が黒くて艶のある髪をすいていると雀が飛んできてその髪を一本くわえ、飛び去った。その雀は奈良の都で勢力を誇っていた藤原不比等の屋敷の軒に巣をつくった。巣から垂れ下がる長く美しい黒髪を見つけた不比等は髪の主である宮を探しだし、養女に迎え入れた。
不比等の養女となった宮は「宮子」という名を授けられ、やがて文武天皇に見初められ后となり、奈良の東大寺を建立した聖武天皇の母となった。

宮子は奈良に行っても故郷の九海士の里が忘れられず、特に残してきた観音のことが気になっていた。その悩みは文武天皇に届き、「宮子に黒い長い髪を授けてくれた観音様をお祀りする寺を造立せよ」と紀道成に勅命を出した。その寺があの道成寺だという。
上記の伝承は出典により細かい部分が異なる。例えば御坊市によれば宮の髪の毛を奈良に届けた鳥はツバメであり、道成寺によれば早鷹と渚は村長夫婦である。
この『宮子姫髪長譚』は、ベースとなったとされる絵巻『道成寺宮子姫傳記』上巻とも複数の差異がある。例えば『道成寺宮子姫傳記』では、はじめに日高に住んでいた9人は兄弟であり、宮はそのうちの一人である（不妊に悩む夫婦は登場しない）。宮には元から髪の毛が生えており、自ら海中で発見した黄金の千手観音像を髻に包んで持ち帰っている。また藤原不比等のもとにつくられた雀の巣には、一丈ほどの髪の毛が見られたとの記述がある。

## 境内

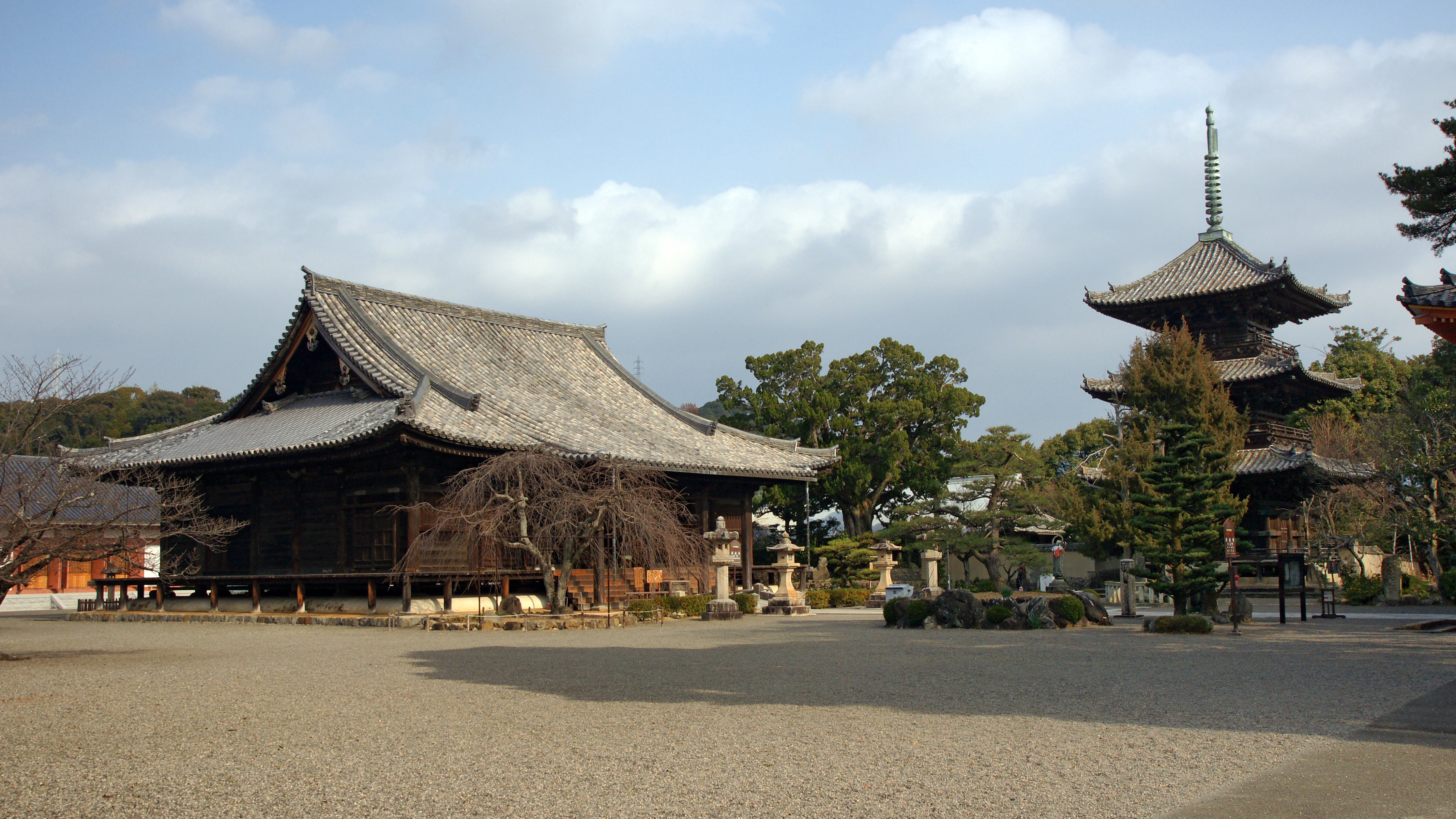
境内

- 本堂（重要文化財）

入母屋造、本瓦葺き。桁行（間口）7間、梁間（奥行）5間（「間」は長さの単位ではなく、柱間の数を意味する）。壁板に南北朝時代 正平12年（1357年）の墨書があり、同年の竣工と推定される。ただし、天授4年（1378年）銘の鬼瓦が残ることから、細部の造作の完了はその頃までかかったものとみられる。明暦元年（1655年）に徳川頼宣の援助により、屋根葺き替えを中心とする修理が行われた。その後、文化9年（1812年）から同12年（1815年）にかけて3年がかりで行われた修理は改築に近い大規模なもので、梁間を約1.9メートル広げ壁板や床板を取替え、間仕切りも変更された。1985年（昭和60年）から1991年（平成3年）にかけて解体修理が実施されたが、この際、間仕切りや屋根内部の小屋組などの改変部を中世の姿に復旧した。小屋組は近世の修理で大幅に改変されていたが、古材が屋根裏に格納されていたり他の場所に転用されていたものも多く、ほぞ穴などの痕跡から当初の屋根構造を復元することができた。柱は全46本のうち中世・近世の修理で取り替えられたものが4本、うち2本は屋根裏から元の柱が発見されたためこれを再利用し、46本中44本が当初の柱である。
- 三重塔（和歌山県指定有形文化財） - 宝暦13年（1763年）再建[2]。
- 安珍塚
- 鐘楼跡 - 基壇と礎石が残る。安珍・清姫事件で消失した鐘楼を再建した二代目の鐘楼跡。二代目鐘楼と梵鐘はいわゆる「道成寺もの」の題材となった由緒ある建物であったが、羽柴秀吉軍の全山焼き討ちにあい他の堂宇とともに焼失。梵鐘は仙石秀久に奪い取られて京都の妙満寺に安置されている。また、正平14年（1359年）3月31日に梵鐘を再鋳し鐘供養を行ったところ、災厄が続いたために梵鐘は山林に捨てられてしまった。その話を聞いた仙石秀久がそれを拾って持って行ったのだともいう。
- 十王堂 - えんま堂とも呼ばれる。宝永4年（1707年）建立[2]。
- 庫裏
- 書院（和歌山県指定有形文化財） - 元禄15年（1702年）建立[2]。
- 念仏堂 - 2005年（平成17年）再建。
- 護摩堂 - 弘化4年（1847年）建立[2]。
- 鎮守三社
- 稲荷神社
- 縁起堂 - 1982年（昭和57年）建立[2]。
- 宝佛殿 - 1982年（昭和57年）建立[2]。
- 仁王門（重要文化財） - 元禄4年（1691年）再建[2]。
- 奥之院

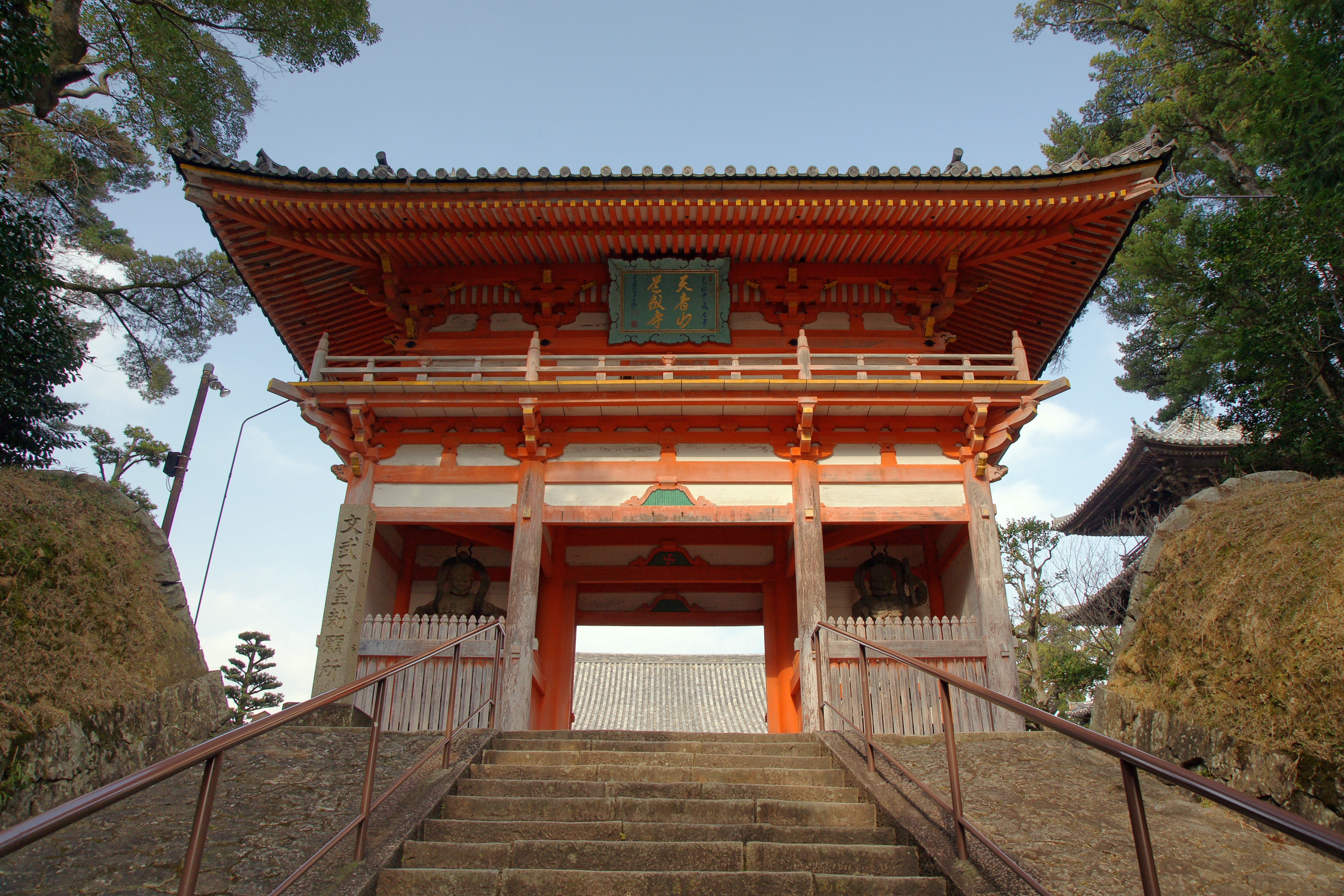
仁王門
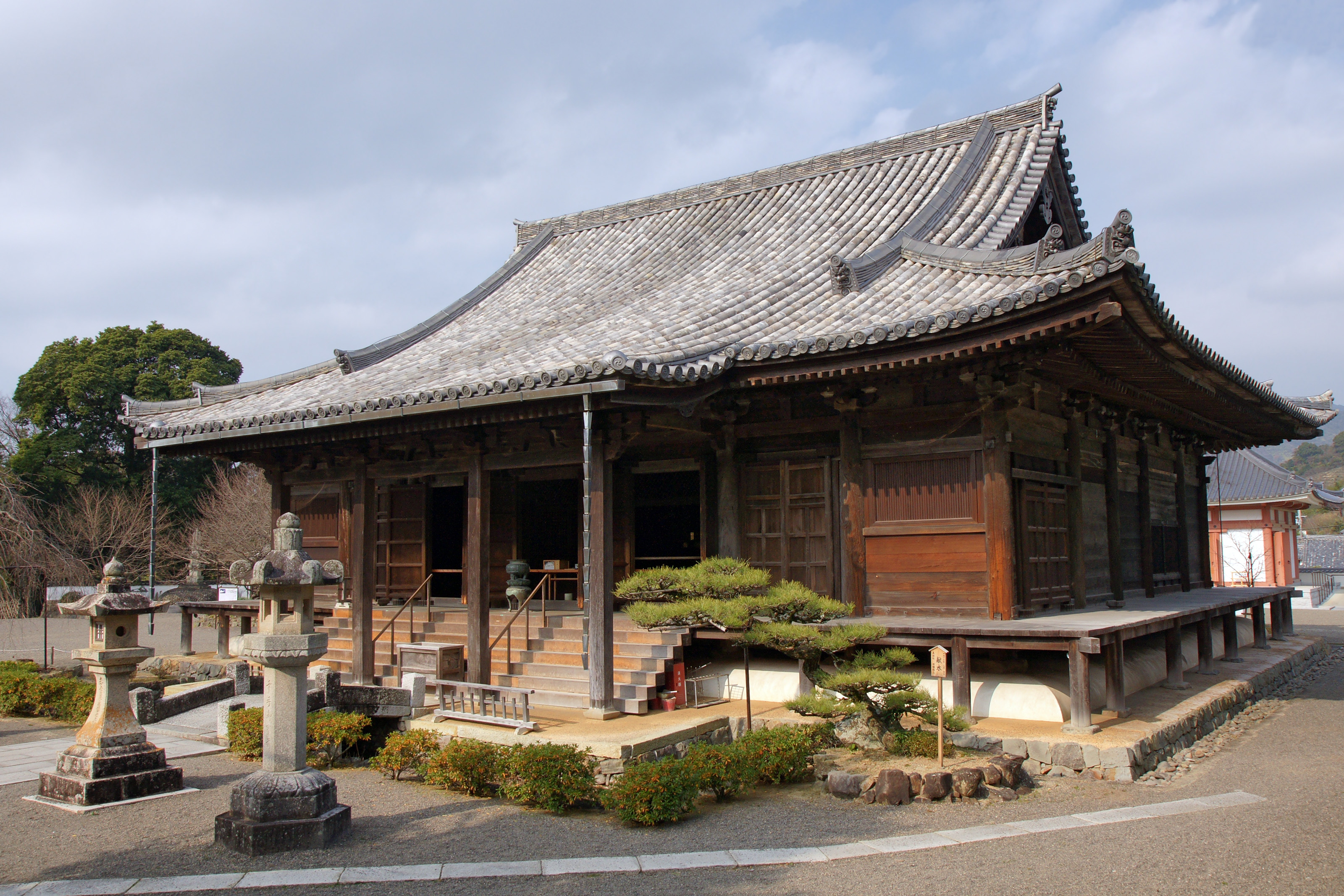
本堂
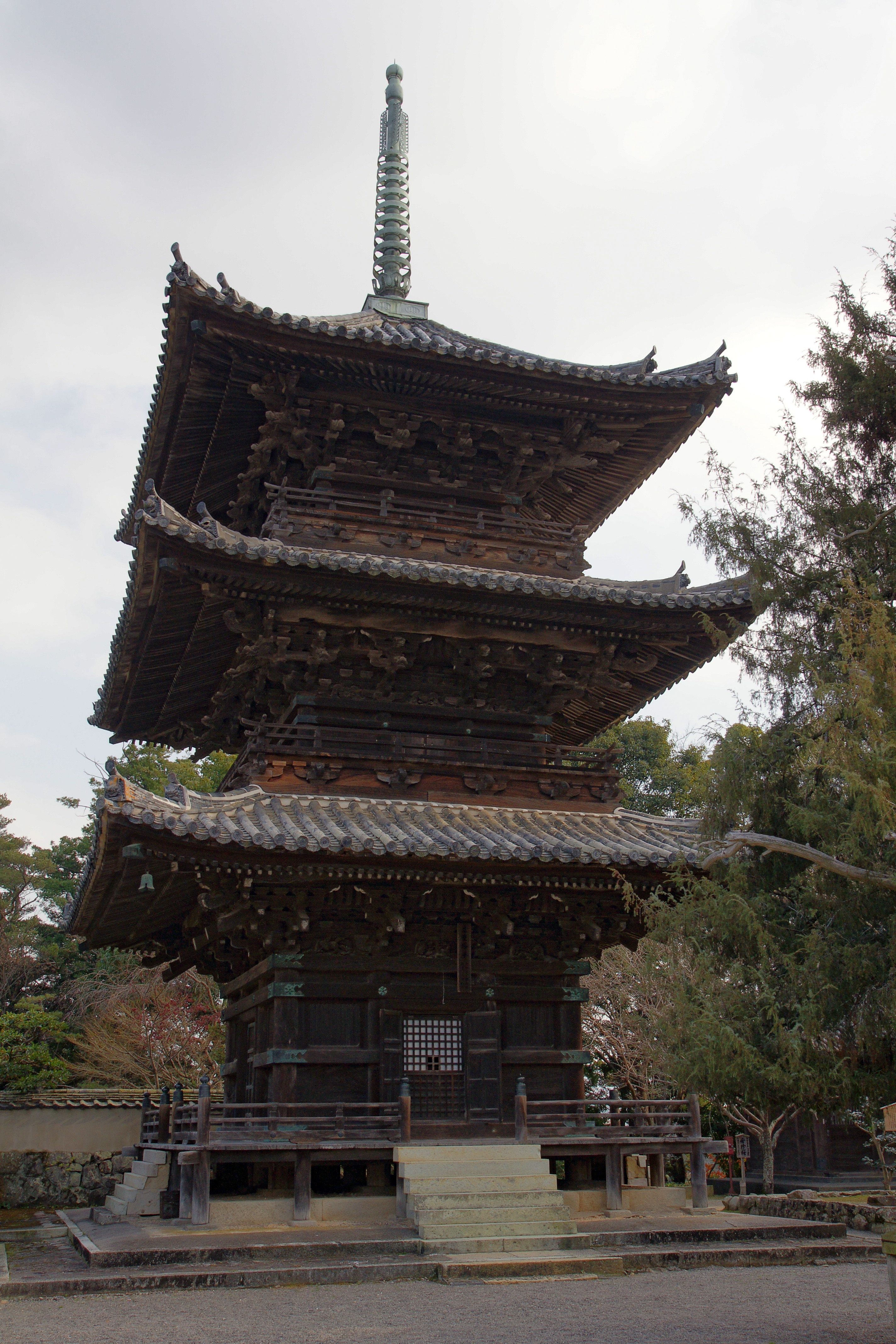
三重塔
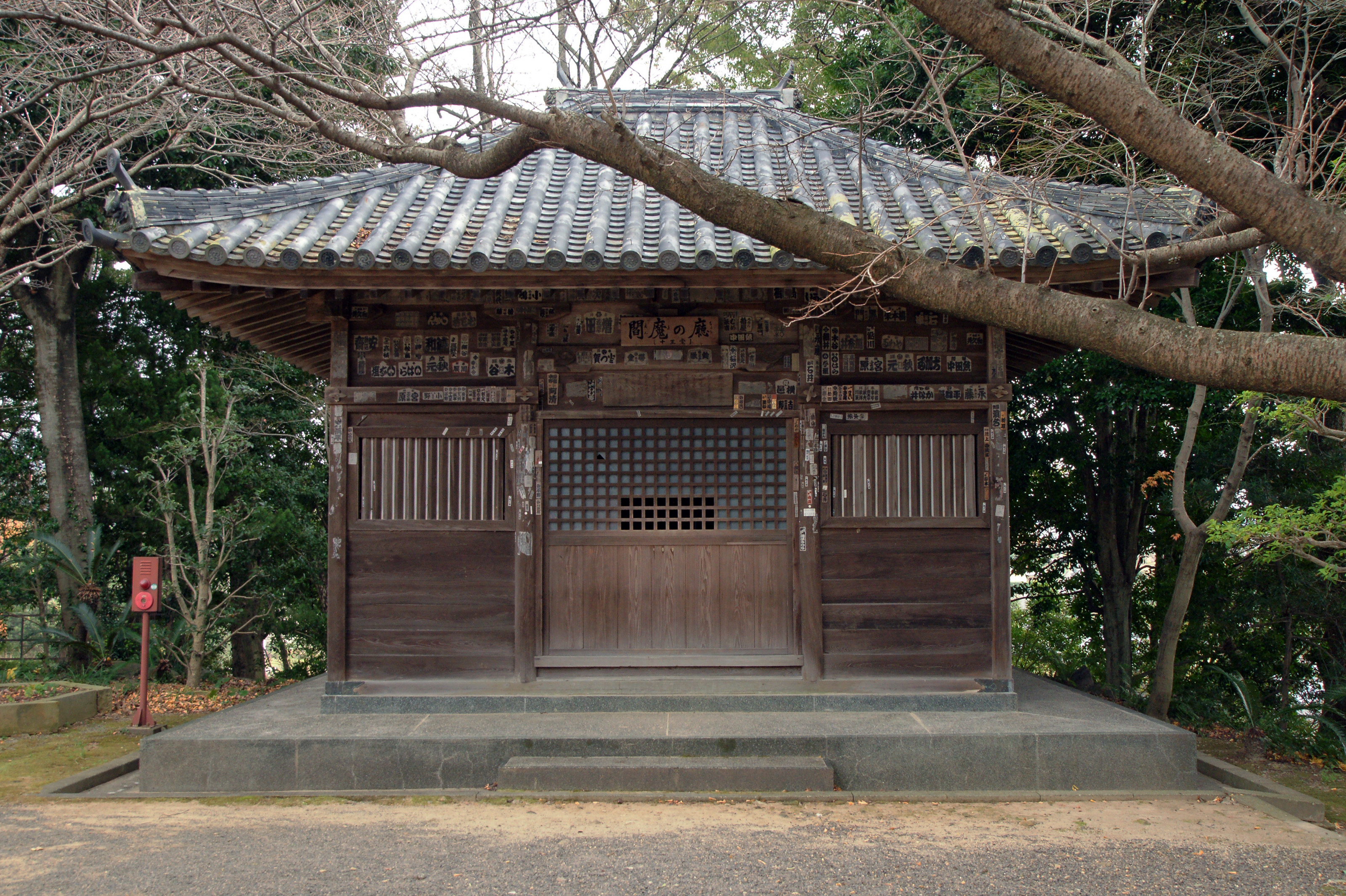
十王堂
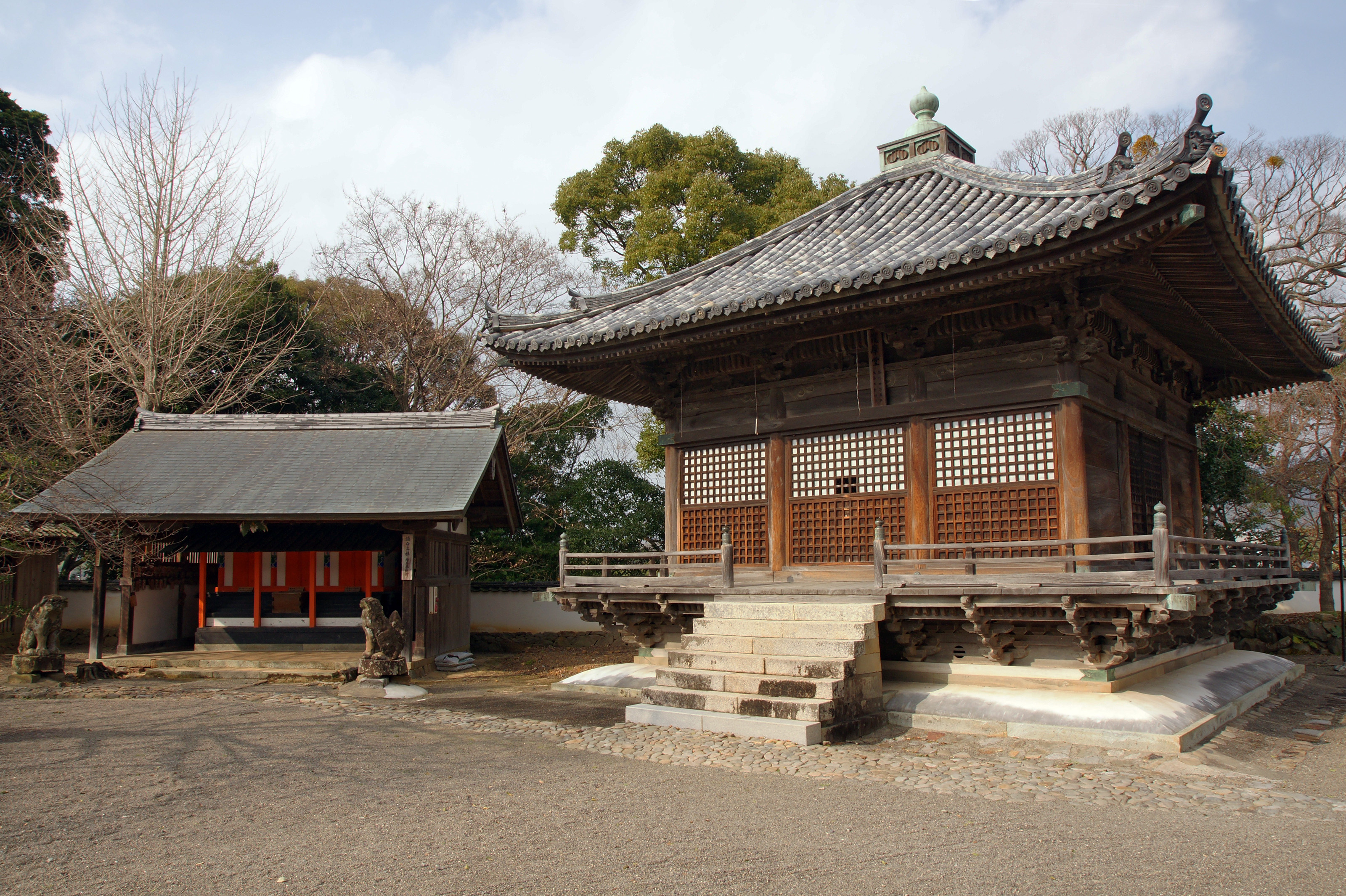
護摩堂

## 本尊
道成寺本堂には南向き本尊と北向き本尊の2体の千手観音像を安置していた。
木造千手観音立像 1躯・木造菩薩立像 2躯（伝日光・月光菩薩） - 国宝
本堂内陣厨子内に南（正面）向きに安置されていた千手観音像とその両脇侍像で、1994年、国宝に指定された。1982年に収蔵庫（宝仏殿）が完成してからはそちらに移されている。像高は千手観音が291.0センチ、伝・日光菩薩が242.1センチ、伝月光（がっこう）菩薩が241.7センチ。3体とも頭・体の根幹部から蓮肉（蓮華座の中央部分）までの主要部分を一材から造る一木造で、作風から平安時代初期・9世紀の作と推定される。彫像の千手観音像は、42本の手で千手を代表させるのが一般的だが、道成寺像は2本多い44手を有するのが特色である。

木造千手観音立像及び木心乾漆千手観音立像 - 重要文化財
前記の国宝の千手観音像の背後に北向きに安置されていた、秘仏の千手観音像とその胎内仏である。木造千手観音像は長年秘仏とされていたが、前述の本堂解体修理に際して像を移動した際、像内に破損の激しい木心乾漆千手観音像が納められているのが発見された。木造千手観音像は像高299.8センチ。南向き本尊と同様、44手を有する。現・本堂の建立と同時期の南北朝時代の作品と推定される。抑揚のない円筒状のプロポーションに造られ、像内に胎内仏を納めることを想定して造られた鞘仏（さやぼとけ）である。胎内仏の木心乾漆千手観音立像は発見時に破損が甚大で、面部を含め、像の前半部はほとんど朽損していたが、背面の頭部から背、腰にかけては比較的当初の造形が残っており、作風から奈良時代の作と推定される。この像に属していた脇手の残片多数が像とともに発見された。また、寺内の蔵に別途保管されていた手首、腕等も本像に属するものと確認された。この木心乾漆像はその後、顔などの欠失部分を補って復元され、本堂に安置されている。復元後の像高は236．0センチ。鞘仏、胎内仏ともに1989年に重要文化財に指定された。

## 文化財

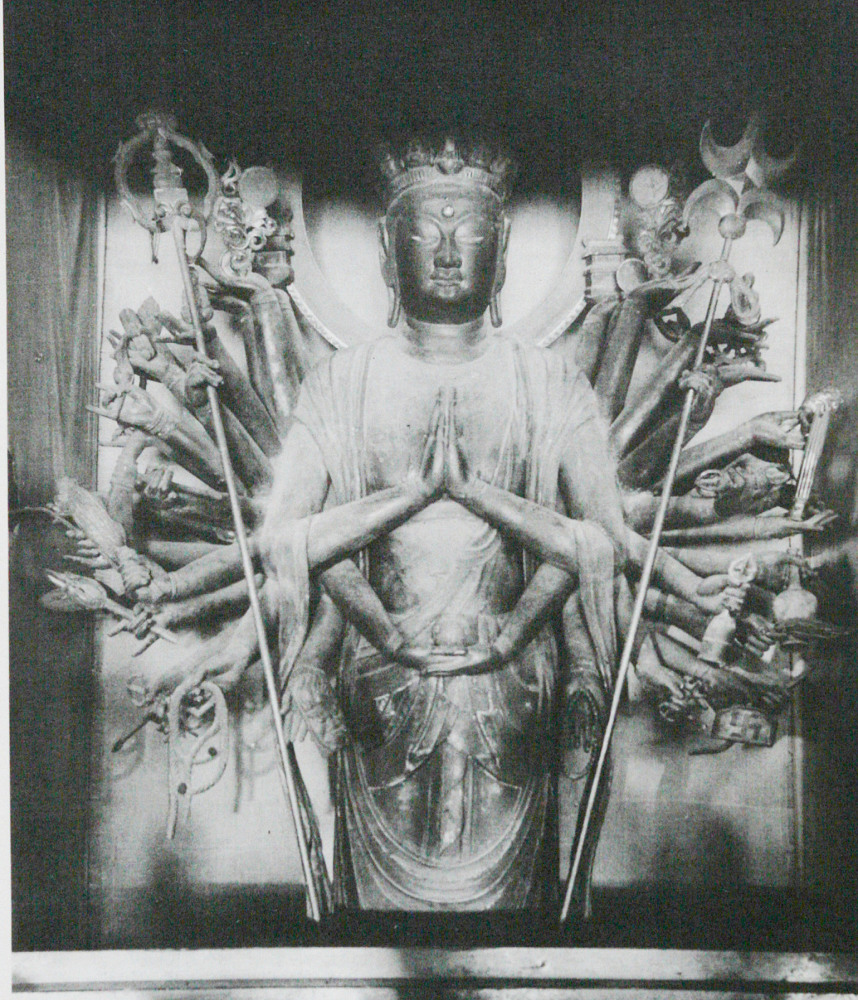
木造千手観音立像

### 国宝
- 木造千手観音立像 1躯・木造菩薩立像 2躯 - 解説は前出。

### 重要文化財
- 本堂
- 仁王門
- 紙本著色道成寺縁起 2巻[13]

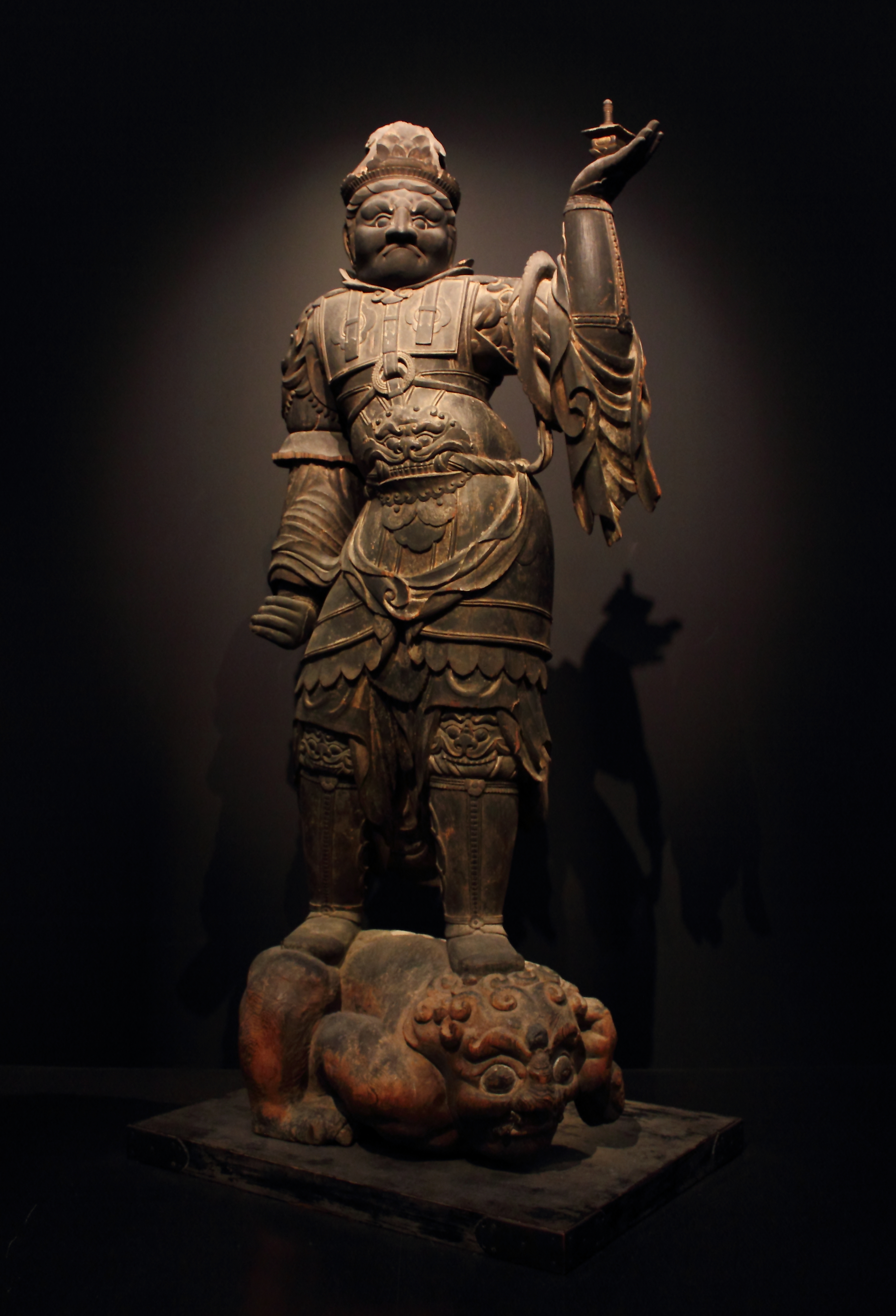
木造毘沙門天立像、東京国立博物館にて展示（重要文化財）。

- 木心乾漆千手観音立像・木造千手観音立像（鞘仏）- 解説は前出。
- 木造毘沙門天立像 2躯 - うち1躯は東京国立博物館に寄託。
- 木造十一面観音立像
- 木造四天王立像 4躯
- 色紙墨書千手千眼陀羅尼経 1巻

### 国指定史跡
- 道成寺境内

### 和歌山県指定有形文化財
- 三重塔 - 高さ 21.82m、1971年3月22日指定。
- 書院 - 1971年3月22日指定。
- 木造釈迦如来坐像及び両脇侍立像 3躯 附：木造仏手 1対
- 木造五劫思惟阿弥陀如来坐像
- 銅鐸 1口

## 前後の札所
新西国三十三箇所
4 水間寺　-　5 道成寺　-　6 宝亀院
東海近畿地蔵霊場
特別 青岸渡寺　-　特別 道成寺　-　1 観音寺
神仏霊場巡拝の道
5 闘鶏神社　-　6 道成寺　-　7 藤白神社

## 拝観
- 拝観時間：9:00 - 17:00（境内のみの見学は時刻の制限無し）
- 拝観所要時間は宝仏殿・縁起堂に約20分、絵説き説法に約40分が標準である。

## 所在地
- 和歌山県日高郡日高川町鐘巻1738

## アクセス
- 鉄道
  - JR紀勢本線（きのくに線） 道成寺駅より徒歩約7分。
- 道路
  - 一般道 国道42号線 御坊市小松原西交差点から2.5キロメートル（約6分）
  - 自動車道 湯浅御坊道路 川辺IC（北からのハーフIC）から3.キロメートル（約8分）、御坊南IC（南からのハーフIC）から2.5キロメートル（約5分）

## 芸能への影響
- 能など、演劇の舞台となった。『安珍・清姫伝説』及び能『道成寺』、歌舞伎『京鹿子娘道成寺』を参照されたい。
- ロックバンド陰陽座による『道成寺蛇ノ獄』という楽曲がある。